# Тараклийский район
Таракли́йский райо́н (рум. Raionul Taraclia, Район Тараклия) — административно-территориальная единица Республики Молдова.

## Этимология
Вопрос происхождения названия района Тараклия остался по-прежнему дискуссионным. Существует несколько вариантов происхождения названия района:
1. "Тараклия" происходит от слова – „гребень” - теорию выдвинул в межвоенный период священник Михаил Чакир;
2. "Тарак – в переводе с ногайского языка, означает „гребень”, "Таракли"- можно перевести, как "гребнеобразный", вторая версия связывает название города с татарским словом- волночесалка. Считается, что предки тараклийцев были хорошими шелководами и овцеводами, у каждого в доме находился специальный инструмент - тарак(дарак), которым болгары расчесывали шерсть- данную теорию выдвинул краевед С. Танов;
3. "Тараклия" и "Дараклия" получила название вследствие того, что была расположена на гряде, на которой татары основали поселение и назвали его Тараклы- гребнеобразный вал, или Тараклия- гребень на лимане" - теорию выдвинул краевед Н. Дериволков;
4. Ногайский род, который назывался "шоп тараклы", считая, что это имя двух племенных групп- шоп и тараклы- выяснил болгарский ономаст Т. Балкански.

Многие склоняются к тому, что, вероятнее всего, название происходит от названия ногайского рода Тараклы. Со временем это название трансформировалось в топоним, получив чисто топонимический словообразующий элемент, с окончанием -а (-я). Так здесь стала именоваться балка, где расположились первые болгарские переселенцы. Они же и позаимствовали это топонимическое название. Был найден архивный документ, подтверждающий данную теорию. 
„Тараклия называется по имени Балки”
Данный документ был составлен Казённо-экономической экспедицией Бессарабского областного правительства в 1820 г.

## Cимволы
Указом Президента Молдовы  от 22 ноября 2021 года герб и флаг Тараклийского района были зарегистрированы в общем гербовнике Республики Молдова.
Тараклийская символика появилась в государственном гербовнике впервые за последние 17 лет.
Указ вступил в силу после его публикации в Monitorul Oficial Nr. 286-289 от 26.11.2021. Таким образом 26 ноября стал днем флага и герба района Тараклия.
Символика имеет важное значение. Она символизирует силу, самобытность, единство и неделимость района Тараклия.

### Герб района Тараклия
Герб района Тараклия является новой адаптацией старого герба Тараклийского жудеца, который существовал в период с 1999 по 2003 год и представлял собой щит с шествующим в зеленом поле львом. Этот герб был утвержден национальной геральдической комиссией 14 декабря 2000 года. После территориальной реформы 2003 года, герб потерял свою актуальность, а Тараклийский район оставался без утверждённой символики до сих пор.
Основной отличительно особенностью тогдашнего Тараклийского жудеца и сегодняшнего района Тараклия является его болгарская этнокультурная идентичность, которая отражена в основных цветах герба.
Белый, зеленый и красный- это традиционные цвета болгарского народа.
Шествующий лев - это символ болгарской автономии юга Бессарабии, утверждённый 1856 году Молдавским Принципатом. Он использовался на официальных зданиях того периода.
Золотая стенозубчатая оконечность щита – это Троянов Вал, который проходит по юго-восточной границе района Тараклия. Трояновы Валы были внешней границей древней Римской Империи, а район Тараклия является приграничным районом Молдовы.
В золотой стенозубчатой оконечности расположена червленая танга – Тарак, отражающая название района Тараклия.
Районная корона увенчивает щит – она демонстрирует иерархическую позицию района в системе административно-территориального деления Республики Молдова.

### Флаг района Тараклия
Флаг представляет собой прямоугольное зеленое полотнище со стенозубчатой оконечностью , горизонтально пересеченной желтым и красным, обремененное в зеленом поле шествующим в левую геральдическую сторону серебряным леопардовым львом.

## География
Район Тараклия расположен в Южно-Бессарабской холмистой равнине, на юге Республики Молдова в Буджакской степи на 45°55' с. ш. 28°35' в. д.
Рельеф представляет собой холмистые равнины, относительная высота, которых, не превышает 200 м. над уровнем моря.
Площадь района составлявляет 673, 69 км.
Земли Тараклийского района характеризуются как обыкновенные и карбонатные черноземы. Однако определенная часть (~30%) земель представлены солонцами или солонцеватыми черноземами, которые нуждаются в мелиорации и нейтрализации солей.
Ресурсы поверхностных вод на территории Тараклийского района включают: 4 основные реки:
- Большой Ялпуг – 50 км.;
- Лунгуца – 7 км.;
- Ялпужель – 15 км.;
- Тараклийка – 15 км.

А также 32 пруда и крупные водоемы:
- Салчия – 68 га;
- Кортен – 65 га;
- Валя Пержей – 60 га;
- Сталинский пруд – 17га;
- Тараклийское водохранилище – 460 га.

### Климат
Климат района мягкий, умеренно-континентальный с жарким летом и умеренно ветреной зимой.
Лето начинается в начале мая. Средняя температура примерно 25-30 0С, летом цикл дождей характеризуется неравномерностью по месяцам: редкие, но иногда обильные. В среднем количество выпавших осадков составляет около 350-400 мм. в год.
Весной и осенью температура колеблется между 18-26 0С.
Самая низкая температура была отмечена 20 февраля 1954 года (-28,9 0С), что было ниже нормы более чем на 20 0С. Самая высокая температура зарегистрирована 19 июля 2007 года (+42,4 0С).
Район подвергается сильному действию ветров, которые вызывают «пыльные бури». Сухие и жаркие ветра (суховеи) средней и большой интенсивности, за теплый период составляют от 40-60 дней.
Климат района характеризуется засушливым, так как расположен в зоне высоких среднегодовых температур, что и является причиной длительных периодов засухи. Относительная влажность не превышает 56%.

### Флора
В районе Тараклия из-за высокой освоенности территории, естественная растительность занимает, в настоящее время, небольшие площади, и насчитывает более 1700 видов папоротникообразных и цветковых растении, среди них – субсредиземноморские растения: дуб пушистый, грабинник, мох серебристый, липа серебристая, клен, берест, тополь, василек Анжелеску, акация, сафора и др.

### Фауна
Из млекопитающих в городе встречаются ёжи, косули, куницы и летучие мыши.
Кроме этого есть суслики, бобры, зайцы, дикие кабаны и лисы, а также известно о заходе кочующих волков и др.
У водоемов можно встретить несколько разновидностей пресмыкающихся: гадюка, уж и каспийский полоз и др.
Среди птиц распространено несколько видов диких голубей, воробьи, а также ласточки и фазаны и др.

## История
Как и большинство районов Молдавской ССР, образован 11 ноября 1940 года с центром в селе Тараклия. До 16 октября 1949 года находился в составе Кагульского уезда, после упразднения уездного деления перешёл в непосредственное республиканское подчинение.
Тараклийский район всегда был очень небольшим по площади, а поэтому любые территориальные изменения были очень заметны.
С 31 января 1952 года по 15 июня 1953 года район входил в состав Кагульского округа, после упразднения окружного деления вновь перешёл в непосредственное республиканское подчинение.
9 января 1956 года территория Тараклийского района увеличилась почти в 2 раза за счёт присоединения части территории упраздняемого Кангазского района.
25 декабря 1962 года Тараклийский район был ликвидирован, его территория была разделена между соседними Кагульским, Комратским и Чадыр-Лунгским районами.
Указом Президиума Верховного совета МССР от 02 января 1963 года Тараклийский поселковый Совет включен в состав Чадыр-Лунгского района.
10 ноября 1980 года район был воссоздан практически в границах 1956 года с добавлением частей территорий Вулканештского и Чадыр-Лунгского районов.
В середине 1990-х годов, после образования АТО Гагаузия, была произведена взаимная передача сёл между Гагаузией и Тараклийским районом. В результате передачи район перестал быть территориально единым и оказался разделённым на две несвязанные части.
В 1999 году, в рамках проводимой административной реформы, район стал частью Кагульского уезда, но уже 22 октября того же года, по требованию болгарского большинства, был выделен в самостоятельный Тараклийский уезд.
В 2002 году, после очередной административной реформы, Тараклийский уезд снова стал районом.

## Административное деление
Тараклийский район расположен на юге Молдовы. Это один из самых маленьких по площади и населению районов республики.
Граничит с Гагаузией, Кагульским районом и Одесской областью Украины.
Состоит из двух анклавов, северный из которых (с центром в г. Твардица) граничит только с Гагаузией на западе и Украиной на востоке. Южная, более крупная часть района, граничит с Одесской областью Украины, с тремя составными частями Гагаузии, а также с Кагульским районом республики Молдова (на западе).

## Население и национальный состав
Большая часть населения (66,1%) — этнические болгары. 
| Национальный состав 2004 | Национальный состав 2004 | Национальный состав 2004 | Национальный состав 2004 | Национальный состав 2004 |
| ------------------------ | ------------------------ | ------------------------ | ------------------------ | ------------------------ |
| болгары                  |                          |                          | 66.1 %                   |                          |
| молдаване                |                          |                          | 14.0 %                   |                          |
| гагаузы                  |                          |                          | 9.0 %                    |                          |
| украинцы                 |                          |                          | 5.2 %                    |                          |
| русские                  |                          |                          | 4.5 %                    |                          |
| цыгане                   |                          |                          | 0.5 %                    |                          |
| другие                   |                          |                          | 0.8 %                    |                          |

Тараклийский район — единственный из районов Молдовы за пределами Приднестровья и Гагаузии, где абсолютно преобладает немолдавское население. В качестве основных языков в районе используются болгарский, русский и молдавский.
Проживает также большое количество представителей других народов.
По данным переписи 2004 года 65,6 % населения района (28,5 тысяч) составляли этнические болгары. За межпереписной период 2004—2014 гг. доля этнических болгар в границах р-на возросла с 65,6% до 66,1% населения. Доля гагаузoв также выросла с 8,3% до 9,0%. Отчасти это объясняется тем, что северный анклав полностью, а южный частично окружает территория Гагаузии где абсолютно преобладают гагаузы (83 %). Оба народа имеют много общего в культуре и традициях, так как их предки заселяли эти бессарабские земли одновременно.
Болгарское население распределено по территории района неравномерно: в северном анклаве Твардицы этнические болгары составляют свыше 90% населения, в южном же — около 55%, поскольку во многих селах южного анклава этническое большинство не выражено.
С конца 1980-х годов неоднократно выдвигались предложения о создании совместной гагаузо-болгарской автономии, однако в условиях давления со стороны кишинёвских властей нерешительность болгаро-тараклийской администрации привела к провозглашению только гагаузской автономии, что в конечном итоге негативно сказалось на благосостоянии жителей Тараклийского района так как по результатам территориального референдума а. р. Гагаузия разделила его территорию надвое и теперь жители северного анклава вынуждены ездить по административным, экономическим, медицинским и другим потребностям в Тараклию, преодолевая от 30 до 50 километров, хотя до г. Чадыр-Лунга, в котором имеется вся необходимая инфраструктура, но который оказался в составе Гагаузии, расположен в 15-20 км.
|                       | 2003 год | 2004 год | 2005 год | 2006 год | 2014 год |
| --------------------- | -------- | -------- | -------- | -------- | -------- |
| Тараклия              | 15 300   | 15 200   | 13 700   | 13 700   | 12 355   |
| сёла и город Твардица | 30 100   | 30 000   | 29 400   | 29 300   | 25 002   |
| Всего:                | 45 400   | 45 200   | 43 100   | 43 000   | 37 357   |

### Национальный состав
По переписям 2004 и 2014 гг. (из указавших национальность):
| Народ     | Численность | 2004, % | Численность | 2014, % |
| --------- | ----------- | ------- | ----------- | ------- |
| Болгары   | -           | 65,6%   | 24 584      | 66,1%   |
| Молдаване | -           | 14,6%   | 5 212       | 14,0%   |
| Гагаузы   | -           | 8,3 %   | 3 343       | 9,0%    |
| Украинцы  | -           | 6,1%    | -           | 5,2%    |
| Русские   | -           | 5,0%    | -           | 4,5%    |
| Цыгане    | -           | -       | -           | 0,5%    |
| Румыны    | -           | -       | -           | 0,2%    |
| Другие    |             | 0,5 %   | -           | 0,5%    |

## Образование

### Высшие учебные заведения

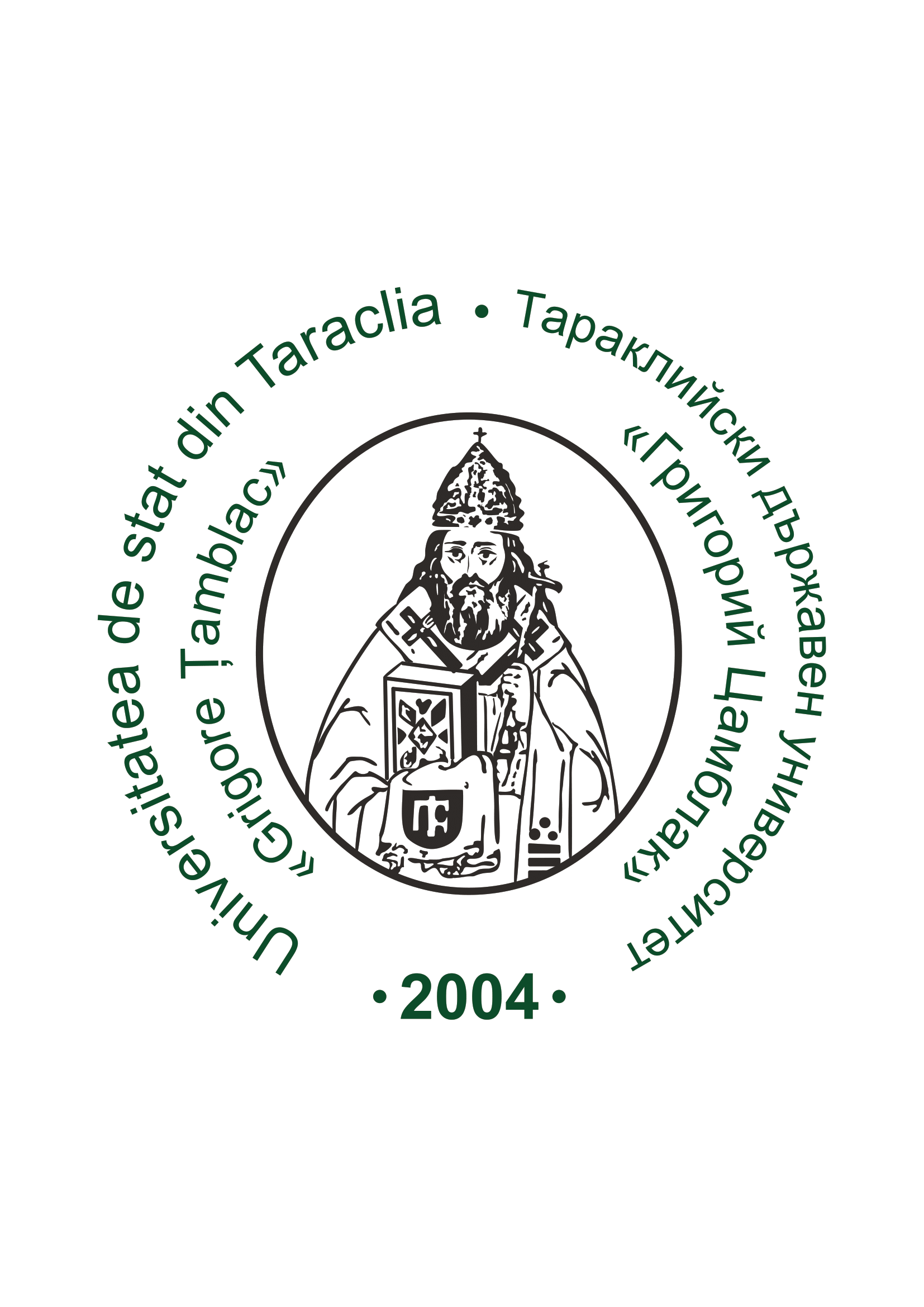
Герб Тараклийского государственного университета имени Григория Цамблака

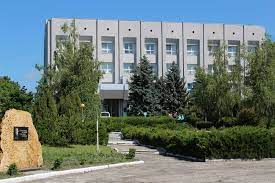
Тараклийский государственный университет имени Григория Цамблака

С 2004 года в районе действует болгаро-молдавский Тараклийский государственный университет имени Григория Цамблака.
Тараклийский государственный университет имени Григория Цамблака функционирует как государственное публичное учреждение высшего образования со статусом университетской автономии.
ТГУ является юридическим лицом, имеет собственные банковские счета, логотип и печать со своим полным наименованием и изображением герба Республики Молдова.
Тараклийский университет – это единственный университет среди болгарских общностей  за пределами Болгарии. Функционирование университета является ключом сохранения национальной идентичности болгар Молдовы.

### Средние учебные заведения

Герб филиала Республиканского музыкального колледжа им. Штефана Няги

1. Филиал Республиканского музыкального колледжа имени Штефана Няги.

Филиал Республиканского музыкального колледжа имени Штефана Няги – это место, где студенты воспитываются как люди культуры и где они начинают свой жизненный путь.
Напрасная цель его пути к музыке без книги вдохновляет их просветительскую деятельность. Поэтому учителя тщательно направляют своих учеников, чтобы они знали, воспринимали и овладевали музыкальным явлением надлежащим образом.
Для сохранения всего истинно болгарского, болгарской ценностной системы, фольклора, традиций, для поддержания болгарского духа, есть одна жемчужина у бессарабских болгар – Образцовый центр в художественном образовании «Шт. Няга» филиал г. Твардица;
2. Профессиональное училище с. Чумай Тараклийского района;
3. В районе Тараклия действует 17 школ, из них: 6 лицеев, 11 гимназий.

### Дошкольное и дополнительное образование
В районе Тараклия действует 16 детских садов, а в качестве дополнительно образования выступают:
- Дом детского творчества;
- Школа искусств;
- Спортивная школа.

## Будущее района в этнополитическом контексте
В 2015 году в Молдове намечалось проведение реформы по административно-территориальной децентрализации, в ходе которой предполагалось объединить районы, население которых составляет менее 50 000 человек. В 1998—1999 годах в ходе первой административно-территориальной реформы, Тараклийский район был включён в состав Кагульского района. Однако местные жители инициировали референдум по выходу из состава Кагульского жудеца, который выиграли 90 %-ным большинством. В апреле 2013 года Тараклийский районный совет единогласно принял обращение к властям в Кишинёве о наделении района национально-культурной автономией, но реакции на представленный проект документа со стороны столичных властей не последовало. 14 апреля 2014 года примар Тараклии Сергей Филипов заявил, что в случае отказа молдавских властей прислушаться к требованиям болгар о придании Тараклийскому району статуса национально-культурной автономии власти района поставят вопрос о присоединении к соседней Гагаузии. По настоянию болгарской общины Молдовы и районного руководства, тезис о присоединении Тараклийского района к Гагаузии был исключен из итоговой резолюции съезда, но в случае отказа властей Молдовы прислушаться к требованиям болгар, тараклийские власти выразили намерение созвать новый съезд, на котором вновь будет поставлен вопрос о присоединении к Гагаузской автономии.